# Henry Royce
Frederick Henry Royce, Primer Baronet, (27 de marzo de 1863 - 22 de abril de 1933) fue un ingeniero y diseñador de automóviles inglés, que con Charles Rolls fundó la compañía Rolls-Royce.

## Primeros años
Frederick Henry Royce nació en Alwalton, Huntingdonshire, cerca de Peterborough, en 1863, hijo de James Royce y de Mary King, siendo el más joven de cinco hermanos. Su familia operó un molino de harina que alquiló a la Comisión Eclesiástica, pero el negocio fracasó y se trasladaron a Londres. Su padre murió en 1872 y Royce tuvo que salir a trabajar vendiendo periódicos y entregando telegramas, con tan solo un año de educación formal en su haber.
En 1878 ingresó como aprendiz en la compañía Great Northern Railway en su factoría de Peterborough gracias a la ayuda financiera de una tía. Después de tres años el dinero se agotó, y tras un corto periodo con una empresa de herramientas en Leeds, regresó a Londres y se unió a la Electric Light and Power Company. Se trasladó a su oficina de Liverpool en 1882 que se dedicaba a la iluminación de calles y teatros.
En 1884, con 20 libras ahorradas, entró en una sociedad con Ernest Claremont, un amigo que contribuyó con otras 50 libras, y comenzaron un negocio que fabricaba accesorios eléctricos domésticos en un taller en la calle de Cooke, Hulme, Mánchester, al que denominaron F H Royce and Company. En 1894 comenzaron a producir dinamos y grúas eléctricas, cambiándose el nombre de la compañía en 1899 a Royce Ltd, realizando una emisión pública de acciones y abriendo una fábrica más en Trafford Park, Mánchester.

## Asociación con Rolls

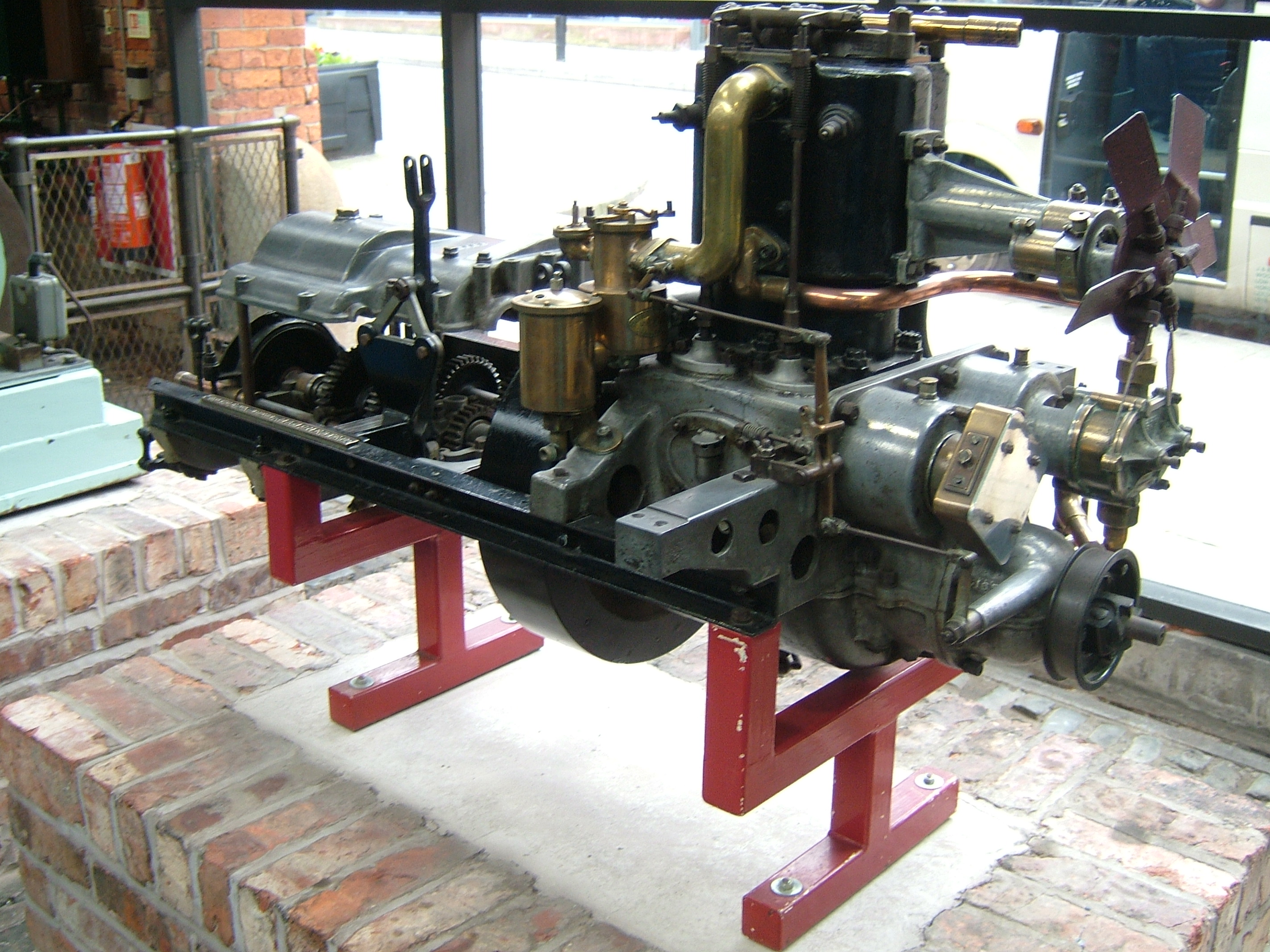
El motor y la caja de cambios del segundo coche de Royce, ahora en el MOSI, Mánchester

Tras la crisis del comercio que siguió a la segunda guerra bóer y la llegada de la creciente competencia en grúas y dínamos de Alemania y los Estados Unidos, Royce comenzó a considerar el automóvil como un potencial nuevo producto para la empresa. Con su fascinación por todas los dispositivos mecánicos, se centró cada vez más en los automóviles y compró primero, en 1901, un pequeño De Dion y en 1902 o 1903 un modelo de 1901 de dos cilindros Decauville. Estos vehículos no se ajustaban a sus altos requerimientos de calidad, por lo que primero mejoró y luego decidió fabricar su propio coche en una zona del taller en 1904.
Se hicieron dos coches más. De los tres vehículos de motor bicilíndrico (que se denominaron Royce), uno fue entregado a Ernest Claremont y el otro vendido a uno de los otros directores, Henry Edmunds. Edmunds era un amigo de Charles Rolls , que tenía un concesionario de coches de importación en Londres, quien le mostró su coche y propició el histórico encuentro entre Rolls y Royce en el Midland Hotel de Mánchester el 4 de mayo de 1904. A pesar de su preferencia por los coches de tres o cuatro cilindros, Rolls quedó impresionado con el motor de dos cilindros de Royce. En un acuerdo firmado el 23 de diciembre de 1904, Rolls acordó hacerse cargo de todos los coches que Royce pudiera fabricar. Estos automóviles serían de dos, tres, cuatro y seis cilindros, y se comercializarían como Rolls-Royce.
El primer Rolls-Royce, el Rolls-Royce 10 hp, fue presentado en el Salón del Automóvil de París en diciembre de 1904. En 1906 Rolls y Royce formalizaron su asociación creando la Rolls-Royce Limited, con Royce nombrado ingeniero jefe y director de fábrica con un sueldo de 1250 libras anuales más el 4% de los beneficios por encima de las 10000 libras. Royce proporcionó al negocio la experiencia técnica para complementar el respaldo financiero de Rolls y su perspicacia de los negocios. En 1907 la compañía ganaba premios por la fiabilidad de la ingeniería de sus automóviles.
Royce & Company se mantuvo en el negocio como una compañía separada fabricante de grúas hasta 1932, cuando fue comprada por Herbert Morris de Loughborough. La última grúa diseñada por Royce fue construida en 1964.
La sociedad terminó en 1910, cuando Rolls murió al estrellarse su avión Wright Flyer.

## Desarrollo de Rolls-Royce
Royce siempre había trabajado duro y era famoso por no alimentarse de forma adecuada, por lo que enfermó primero en 1902 y de nuevo en 1911. La mala salud había forzado su alejamiento de Derby en 1912. En el mismo año, se sometió a una operación importante en Londres y los médicos le dieron solo unos meses a vida. A pesar de esto volvió a trabajar, pero se le impidió visitar la fábrica, que se había trasladado a instalaciones más grandes, adaptadas a los planes detallados establecidos por Royce en Derby en 1908. Insistió en comprobar todos los nuevos diseños, por lo que los ingenieros y los delineantes tuvieron que llevarle sus planos para ser verificados personalmente por Royce, una perspectiva desalentadora dado su bien conocido perfeccionismo. Era propietario de una villa construida en Le Canadel, en el sur de Francia, y de una casa más en Crowborough, East Sussex. En 1917, Royce se trasladó a la aldea de West Wittering, en West Sussex.
En octubre de 1928 comenzó a diseñar el motor "R" mientras caminaba con algunos de sus principales ingenieros en la playa de West Wittering, esbozando ideas en la arena. Menos de un año después, el motor "R", diseñado en el estudio que había organizado en el pueblo, estableció un nuevo récord mundial de velocidad aérea en 575 kilómetros por hora y ganó el Trofeo Schneider de 1929. Cuando el segundo gobierno de Ramsay MacDonald decidió no financiar su siguiente intento en la prueba aeronáutica de 1931, fue Lucy, Lady Houston, quien consideró que Gran Bretaña no debía en modo alguno quedarse fuera de esta competición y envió un telegrama al Primer Ministro afirmando que garantizaría 100.000 libras si fuera necesario, dejando al Gobierno sin otra alternativa que revertir su anterior decisión. El resultado fue que Royce pudo dotar al motor "R" de mayor potencia, y el Supermarine Aviation Works S.6B seaplane ganó el trofeo logrando 547 km/h el 13 de septiembre de 1931. A finales de ese mes, el 29 de septiembre, el mismo avión con un motor mejorado voló a 655.8 km/h, convirtiéndose en la primera nave en volar a más de 400 millas por hora y batiendo el récord mundial de velocidad.

## Bentley, amortiguadores y el motor Merlin

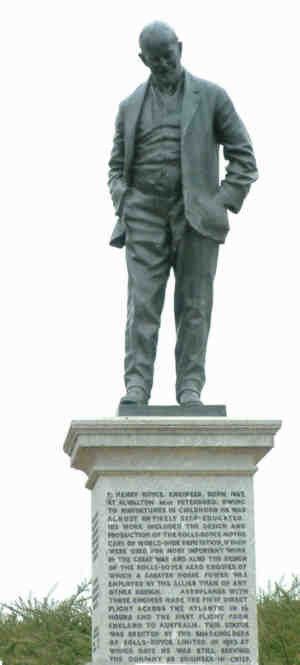
Estatua de Sir Henry Royce, delante de la sede de la compañía en Moor Lane, Derby

En 1931 Rolls-Royce Ltd. compró la famosa firma de Walter Owen Bentley. Se colocó un motor "20/25" con un chasis y un radiador de Bentley. Una carrocería abierta de cuatro plazas completó la imagen. El motor estaba a punto y el coche fue llevado a West Wittering para obtener la aprobación de Royce. Los técnicos estaban un poco temerosos de lo que pudiera decir, pero les dio su beneplácito, indicándoles que un automóvil tan rápido debería tener un medio para variar la rigidez de las suspensiones. La noche antes de morir, se sentó en la cama y dibujó un esquema en el reverso de un sobre que le entregó a la señorita Aubin (su enfermera y ama de llaves), dándole instrucciones para que lo recibieran los "muchachos" de la fábrica y lo pusieran a buen recaudo. Murió antes de que su diseño llegara a Derby. Este dispositivo era el amortiguador ajustable. Así, en 1933 el primer Bentley fabricado por Rolls-Royce Ltd. hizo su aparición, dando continuidad a otro nombre famoso en el mundo del automóvil.
Tras el éxito del motor "R", quedó claro que contaban con un propulsor que sería de utilidad para la Real Fuerza Aérea Británica. Aunque al principio no contaban con financiación gubernamental, siguieron adelante con el desarrollo de lo que se llamó el motor "PV12" (PV de Private Venture), con la idea de producir un propulsor con la misma potencia que el "R", aunque con una vida mucho más larga. Royce lanzó el PV12 en octubre de 1932, pero lamentablemente no vivió para ver su finalización. El motor completó su primera prueba en 1934, el año después de su muerte. Más tarde, el PV12 se convirtió en el motor Rolls-Royce Merlin y el hombre que una vez humildemente había firmado el libro de visitantes en la base de hidroaviones RAF Calshot como "F.H. Royce - Mecánico" nunca sabría cómo sus motores cambiarían el rumbo de la Segunda Guerra Mundial.

## Vida personal

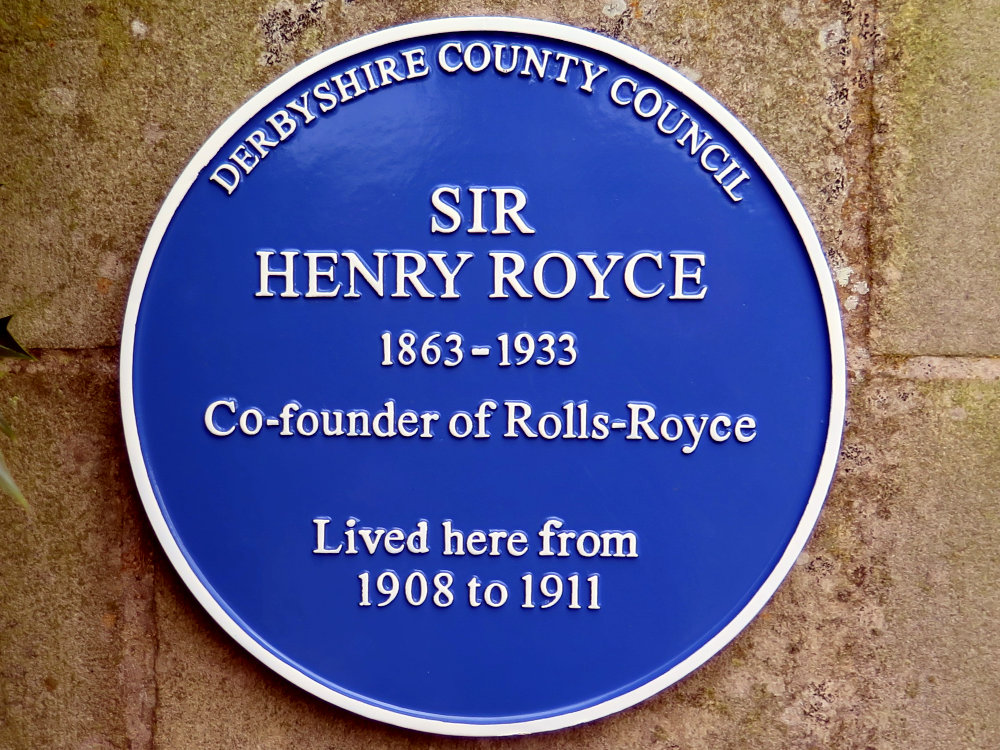
Placa azul dedicada a Henry Royce en Quarndon, Derbyshire

Henry Royce se casó con Minnie Punt en 1893 y se instalaron juntos en Chorlton-cum-Hardy, Mánchester.  Estaban muy unidos a la madre de Royce, quien vivía cerca, hasta su muerte en 1904, y con la sobrina de Minnie, Violet. Los Royce se mudaron a una casa de nueva construcción en Knutsford, Cheshire en 1898. La pareja se separó en 1912.
Royce, quien vivió con el lema "Todo lo que se hace correctamente, por humilde que sea, es noble", fue galardonado con la Orden del Imperio Británico en 1918, y fue nombrado baronet de Seaton en el Condado de Rutland en 1930 por sus servicios a la Aviación Británica.
Después de caer enfermo, Royce fue cuidado por una enfermera, Ethel Aubin. Murió en su casa de Elmstead en West Wittering el 22 de abril de 1933 y sus restos reposan en la iglesia parroquial de Alwalton, su lugar de nacimiento.
En 1962, una ventana conmemorativa dedicada a su memoria fue colocada en la Abadía de Westminster. La ventana pertenece a una serie diseñada por Ninian Comper, y cada una está dedicada a la memoria de un eminente ingeniero. También es conmemorado en Royce Hall, alojamiento para estudiantes de la Universidad de Loughborough, y hasta 2011 en uno de los parques del Queensgate shopping centre de Peterborough.
También tiene una suite de negocios nombrada en su honor (la sir Henry Royce Suite) en el Peterborough Marriott Hotel, situado en el parque de negocios de Alwalton.